# Чемпионат мира по конькобежному спорту на отдельных дистанциях 2021 — командная гонка (мужчины)
Соревнования в командной гонке среди мужчин на чемпионате мира по конькобежному спорту на отдельных дистанциях 2021 года прошли 12 февраля на катке «Тиалф», Херенвен, Нидерланды.

## Результаты
| Место | Пара | Страна                                                                        | Время    | Отставание |
| ----- | ---- | ----------------------------------------------------------------------------- | -------- | ---------- |
| 1     | 3    | Нидерланды · Беау Снеллинк · Марсел Боскер · Патрик Руст                      | 3:41.429 |            |
| 2     | 3    | Канада · Тед-Ян Блумен · Джордан Бельчос · Коннор Хоу                         | 3:41.711 | +0.28      |
| 3     | 4    | Команда СКР Данила Семериков Руслан Захаров Сергей Трофимов                   | 3:42.662 | +1.23      |
| 4     | 4    | Норвегия · Хальгейр Энгебротен · Аллан Даль Йоханссон · Сверре Лунде Педерсен | 3:43.231 | +1.80      |
| 5     | 2    | Италия · Франческо Бетти · Андреа Джованнини · Микеле Малфатти                | 3:45.697 | +4.26      |
| 6     | 2    | Казахстан · Виталий Щиголев · Дмитрий Морозов · Демьян Гаврилов               | 3:48.448 | +7.01      |
| 7     | 1    | Новая Зеландия · Питер Майкл · Джош Уайт · Кайрин Хьюз                        | 3:51.083 | +9.56      |
| 8     | 1    | Польша · Марцин Баханек · Артур Яницкий · Шимон Палка                         | 4:21.864 | +40.43     |